# (15077) Edyalge
(15077) Edyalge (1999 CA) – planetoida z grupy pasa głównego asteroid okrążająca Słońce w ciągu 5,05 lat w średniej odległości 2,94 j.a. Odkryta 2 lutego 1999 roku.